# Солунски кралски театър
Солунският кралски театър (на гръцки: Βασιλικό Θέατρο Θεσσαλονίκης) е част от Държавния театър на Северна Гърция. Разположен е на площада до Бялата кула и има капацитет от 683 места.

## История
Театърът е построен в 1940 година, по проект на архитекта Константинос Доксиадис. Първоначално е построен без покрив, като летен театър. Когато на самото откриване на театъра в юли 1940 година, по време на постановката „Ричард II“ по Уилям Шекспир, завалява дъжд, е решено да се построи покрив. От 1961 до 1962 година в Кралския театър се намира седалището на Държавния театър на Северна Гърция.